# Kongresovka (hruška)

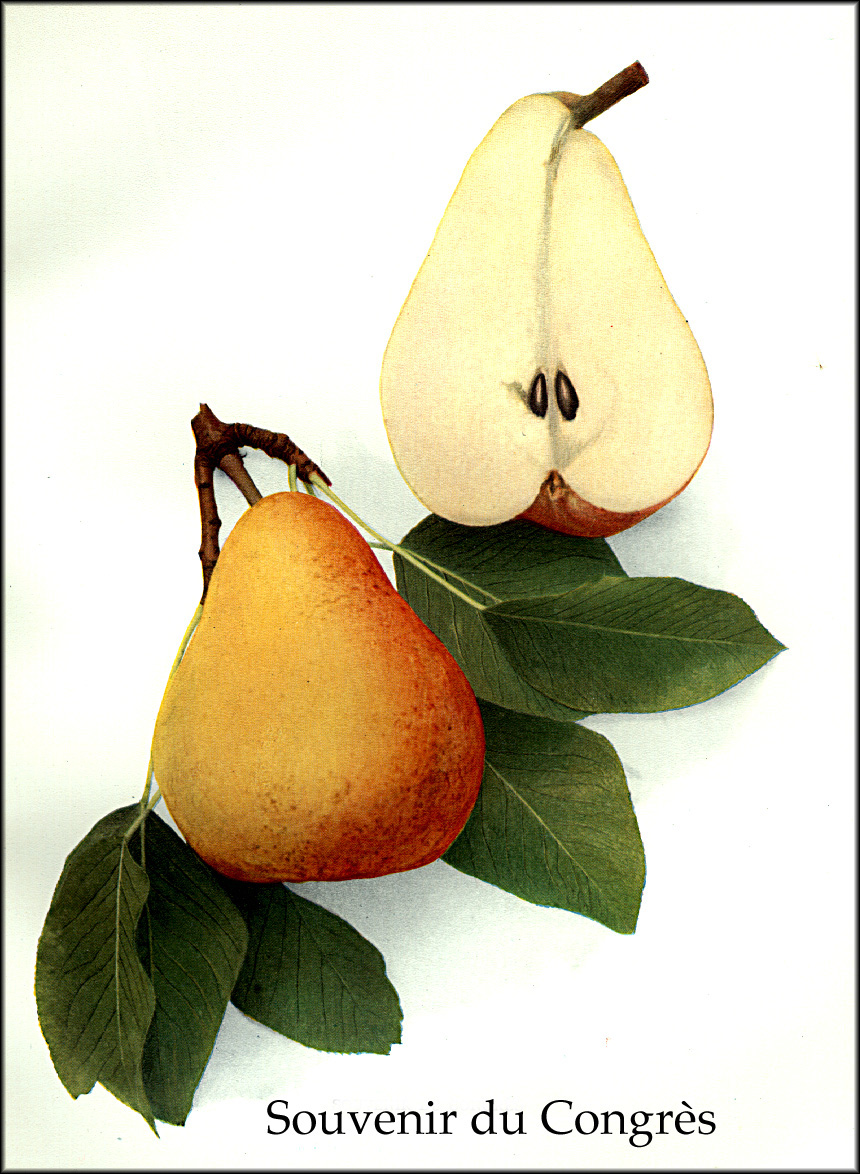

Kongresovka (Pyrus communis 'Kongresovka') je ovocný strom, kultivar druhu hrušeň obecná z čeledi růžovitých. Plody jsou řazeny mezi odrůdy podzimních hrušek, sklízí se v září, dozrává v říjnu.

## Historie

### Původ
Byla vyšlechtěna ve Francii v 19. století, šlechtitelem Morelem. 

## Vlastnosti
Odrůda je cizosprašná. Vhodnými opylovači jsou odrůdy Avranšská, Williamsova.

### Růst
Růst odrůdy je bujný později slabý. Habitus koruny je zpočátku úzce pyramidální, později spíše rozložitý.

### Plodnost
Plodí časně, hojně a poměrně pravidelně.

### Plod
Plod jsou tvarově nejednotné, velmi velké (250 až 500 g, výjimečně až 750 g). Slupka zeleně zbarvená později žlutá s červeným žíháním. Dužnina je nažloutlá, celkem jemná, velmi šťavnatá, kolísavé kvality. Dobrá, z horších podmínek řepovitá.

### Choroby a škůdci
Odrůda je považována za dostatečně odolnou proti strupovitosti.

## Použití
Dobře snese přepravu. Je vhodná k přímé konzumaci. Odrůdu lze doporučit do středních a teplých chráněných poloh. Nejlépe roste v přiměřeně vlhkých půdách. V suchých podmínkách jsou plody drobné a výnos nízký, ve vyšších polohách mívají plody nevyrovnanou nebo fádní chuť.